# باتريك بانغارد
باتريك بانغارد (بالدنماركية: Patrick Banggaard) (4 أبريل 1994 بكوبنهاغن في الدنمارك - ) هو لاعب كرة قدم دانمركي في مركزي قلب الدفاع والدفاع. شارك مع منتخب الدنمارك تحت 16 سنة لكرة القدم ومنتخب الدنمارك تحت 17 سنة لكرة القدم ومنتخب الدنمارك تحت 18 سنة لكرة القدم ومنتخب الدنمارك تحت 19 سنة لكرة القدم ومنتخب الدنمارك تحت 21 سنة لكرة القدم. أما مع النوادي، فقد لعب مع نادي ميتييلاند وVejle Boldklub Kolding ‏.

## روابط خارجية
- باتريك بانغارد على موقع قاعدة بيانات كرة القدم.إي يو (الإنجليزية)
- باتريك بانغارد على موقع Soccerway.com (الإنجليزية)
- باتريك بانغارد على موقع عالم كرة القدم.نت (الإنجليزية)
- باتريك بانغارد على موقع AS.com (الإسبانية)